# Гнилиця (притока Осколу)
Гнили́ця — річка в Україні, у Куп'янському районі Харківської області. Ліва притока Оскілу (басейн Сіверського Дінця).
У деяких джерелах річку, яка дала назву хутору, що у подальшому став слободою, називають Гнилицею, а хутір відповідно – Гнилицьким. Насправді ж річка спочатку мала назву Глиниця, а хутір називався Глиницький, бо тут були багаті родовища глини, придатної для гончарства. В подальшому відбулося переосмислення назви. Зараз річка Гнилиця – це дуже слабенький потік, що в посушливі літа навіть пересихає. А тоді це була повноводна ріка з дуже тихою течією при впадінні в Оскіл. Через це заболочувались, робились «гнилими» береги, за що відповідно її й охрестили. В передвоєнні й перші післявоєнні роки неподалік від села Кучерівки на заболоченій місцевості велися торфорозробки. Торф постачався до Куп'янська як паливо.[джерело?]
Більше сотні років поселення являло собою невеликий хутір, що мав назву Глиницький (пізніше – Гнилицький, а з 1801, коли сюди перевезли дерев'яну церкву, куплену у міста Куп'янська і освячену на честь апостолів Петра і Павла, хутір став слободою Петропавлівка).

## Опис
Довжина 13 км, похил річки — 1,7 м/км. Формується з багатьох безіменних струмків та 1 водойми. Площа басейну 142 км².

## Розташування
Гнилиця бере початок на західній стороні від села Орлянки. Тече переважно на північний захід через село Петропавлівку і на північно-західній околиці впадає у річку Оскіл, ліву притоку Сіверського Дінця.